# くすりゆびひめ
『くすりゆびひめ』は、高宮智による日本の漫画作品。『ChuChu』（小学館）にて2007年1月号から同年5月号まで連載された。全5話。

## あらすじ
主人公の北條雛姫は生粋のお嬢様で、まわりからもお姫様扱いをされるが、お姫様扱いではなく、本当のお姫様になりたいと思っている。そのためには王子様が必要不可欠だとも思っている。雛姫が王子様と言っている人物は、指輪の中におり、指輪にキスすると、「王子様」国崎紗衣が少しの間だけ出てくることができる。雛姫は、どうすれば紗衣を指輪の外に出せるのかを、雛姫のことが好きである由芽と共に調べることにする。

## 登場人物
北條 雛姫（ほうじょう ひなき）
主人公。生粋のお嬢様である。彼女は、本当のお姫様の条件は、王子様が隣にいることだと信じている。父から幼き日に「キスすると人が出てくる指輪」を貰う。
国崎 紗衣（くにさき さえ）
雛姫の指輪から出てくる。雛姫からは「私の王子様」と言われている。実際は由芽の小学生時代の友達。何らかの理由で指輪に閉じ込められ、記憶が無くなった。家の家事は、ほとんど彼がやっている。普段は敬語だが、怒るとかなり恐い。（怒り方は昔から変わっていない。）
由芽（ゆめ）
雛姫の先輩。雛姫のことが好きであり、「雛ちゃん」と呼んでいる。雛姫には親切だが、雛姫は逆にうざがっており、ボコボコにされる。紗衣のことを悪魔呼ばわりする。紗衣とは昔、毎日のように遊んでいたらしい。

## 書誌情報
- 高宮智『くすりゆびひめ』小学館〈ちゅちゅコミックス〉2007年7月27日発売[1]、ISBN 978-4-09-131238-9、全1巻